# Sarah Silverman

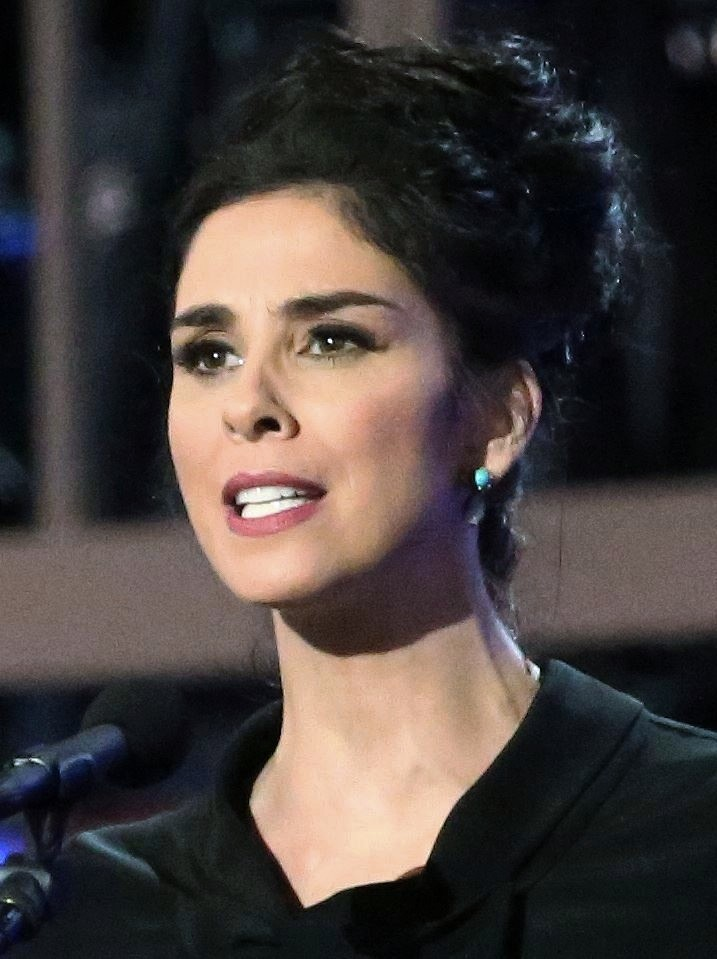
Sarah Silverman bei der Democratic National Convention 2016

Sarah Kate Silverman (* 1. Dezember 1970 in Bedford, New Hampshire) ist eine amerikanische Komikerin, Schauspielerin und Schriftstellerin. Im Mittelpunkt ihrer Arbeit stehen oft Tabus und Vorurteile. So haben viele Pointen einen rassistischen, religiösen oder sexuellen Hintergrund, beispielsweise den Holocaust, Homosexualität oder die Diskriminierung von Minderheiten.

## Leben
Sie ist die Tochter der jüdischen Einwanderer Donald und Beth Ann Silverman und Schwester von Susan Silverman-Abramowitz (Rabbinerin und Autorin), Laura Silverman (ebenfalls Schauspielerin) und Jody Speyer (Drehbuchautorin). Sie trat in einzelnen Episoden zahlreicher Fernsehserien, unter anderem in Seinfeld, Frasier, Monk oder Star Trek: Raumschiff Voyager, auf.

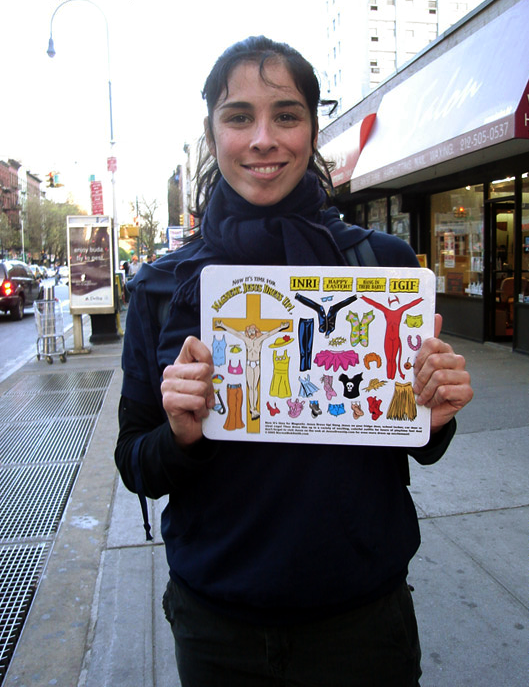
Sarah Silverman mit einer Kühlschrankmagnet-Anziehpuppe in Form eines Kruzifix (2006)

Sarah Silverman arbeitete 1993/1994 als Darstellerin und Autorin für Saturday Night Live. Allerdings wurde sie nach nur einer Staffel entlassen, da es nur einer ihrer Sketche in die Aufnahmeproben und kein einziger ins gesendete Programm geschafft hatte. Dies wurde von ihr 1996 in der Folge The New Writer/Der neue Autor der Larry Sanders Show, in der Silverman in einer Gastrolle eben jene neue Autorin spielte, parodiert. Für Sarah Silverman: Jesus Is Magic (Musical/Stand-Up-Komödie, USA 2005) verfasste sie das Drehbuch und spielte sie die Hauptrolle. Nebenrollen hatte sie unter anderem in den Filmen The Way of the Gun, Verrückt nach Mary, Liebe per Express, School of Rock, Evolution, Rent und Der Date Profi.
Mit der im Februar 2007 in den USA angelaufenen Comedyserie The Sarah Silverman Program. hatte sie auf dem Sender Comedy Central bis 2010 eine eigene Sendung. Ebenfalls 2007 moderierte sie die MTV Movie Awards.
Ab 2002 war sie mit dem Fernsehmoderator Jimmy Kimmel liiert. Anfang 2008 sorgte Silvermans Musikvideo I’m fucking Matt Damon, das seitdem über 25 Millionen Mal aufgerufen wurde, für Aufsehen in der amerikanischen Comedy-Welt. Als Gast in der Late-Night-Show ihres Partners Jimmy Kimmel „gestand“ sie ihm ihr angebliches Verhältnis mit Matt Damon. Hintergrund des Schein-Seitensprungs war der Umstand, dass sich Kimmel in seiner Show seit langem über Matt Damon lustig gemacht hatte, indem er jedes Mal zum Ende der Sendung bedauernd erklärte, wieder einmal keine Zeit für Matt Damon gehabt zu haben. Im Nachhinein revanchierte sich Jimmy Kimmel bei Sarah Silverman und Matt Damon mit einem eigenen Video mit dem Titel: I’m fucking Ben Affleck. Das Paar trennte sich im Juli 2008. Dem People-Magazine zufolge sollen sie sich bereits im Oktober wieder versöhnt haben; im März 2009 kam es jedoch zur endgültigen Trennung. In der Zeit von 2014 bis Ende 2017 war sie mit dem Schauspieler Michael Sheen liiert.
2008 engagierte sich Silverman im amerikanischen Präsidentschaftswahlkampf für die Demokraten, indem sie in einem Video jüdische junge Erwachsene dazu aufrief, ihre Großeltern in Florida zur Wahl von Barack Obama zu bewegen. Diese Aktion namens The Great Schlep sollte die große jüdische Wählerschaft im wichtigen Staat Florida sichern. Am 20. April 2010 erschien in den USA Silvermans erstes Buch, The Bedwetter.
2018 wurde sie in die Academy of Motion Picture Arts and Sciences berufen, die jährlich die Oscars vergibt.
Seit dem 13. Februar 2023 ist sie „Guest Host“ der Daily Show.

## Filmografie

### Filme
- 1997: Who’s the Caboose?
- 1998: Liebe per Express (Overnight Delivery)
- 1998: Bulworth
- 1998: Verrückt nach Mary (There’s Something About Mary)
- 1999: Smog (Fernsehfilm)
- 1999: Mit Vollgas durch die Nacht (Late Last Night, Fernsehfilm)
- 1999: Der Junggeselle (The Bachelor)
- 2000: Rocky Times (Fernsehfilm)
- 2000: Super Nerds (Fernsehfilm)
- 2000: Good Vibrations – Sex vom anderen Stern (What Planet Are You From? - Cameo als Flugpassagier)
- 2000: Dumm gelaufen – Kidnapping für Anfänger (Screwed)
- 2000: The Way of the Gun
- 2001: Black Days
- 2001: Ohne Worte (Say It Isn’t So)
- 2001: Heartbreakers – Achtung: Scharfe Kurven! (Heartbreakers)
- 2001: Evolution
- 2002: Run Ronnie Run
- 2002: Strippers Pole
- 2002: Saddle Rash (Fernsehfilm, Sprechrolle)
- 2003: School of Rock
- 2004: Nobody’s Perfect (Kurzfilm)
- 2004: Hair High (Sprechrolle)
- 2005: Rent
- 2006: I Want Someone to Eat Cheese With
- 2006: Der Date Profi (School for Scoundrels)
- 2008: Super High Me
- 2008: A Bad Situationist
- 2009: Wie das Leben so spielt (Funny People)
- 2009: Saint John of Las Vegas
- 2010: Peep World
- 2011: Take This Waltz
- 2011: Die Muppets (The Muppets)
- 2013: The Roast of James Franco
- 2014: A Million Ways to Die in the West
- 2015: I Smile Back
- 2015: Ashby
- 2016: Popstar: Never Stop Never Stopping
- 2017: The Book of Henry
- 2017: Battle of the Sexes – Gegen jede Regel (Battle of the Sexes)
- 2022: Marry Me – Verheiratet auf den ersten Blick (Marry Me)
- 2023: Maestro

### Fernsehserien
- 1993–1994: Saturday Night Live (18 Folgen)
- 1995–1997: Mr. Show with Bob and David (10 Folgen)
- 1996: Star Trek: Raumschiff Voyager (Star Trek: Voyager, Folgen 3x08–3x09)
- 1997: Seinfeld (Folge 8x12)
- 1997: Brüder (Brotherly Love, Folge 2x19)
- 1997: JAG – Im Auftrag der Ehre (JAG, Folge 3x04)
- 1997: The Naked Truth (Folge 3x07)
- 2000: Manhattan, AZ (Folge 1x06)
- 2002: V.I.P. – Die Bodyguards (V.I.P., Folge 4x15)
- 2002: Greg the Bunny (13 Folgen)
- 2003: Frasier (Folge 11x07)
- 2003–2007: Crank Yankers – Falsch verbunden! (Crank Yankers, vier Folgen)
- 2004: Entourage (Folge 1x03)
- 2004: Pilot Season (Miniserie, zwei Folgen)
- 2004–2008: Monk (drei Folgen)
- 2005: Tom Goes to the Mayor (Folge 1x11)
- 2007–2010: The Sarah Silverman Program. (32 Folgen)
- 2011: Good Wife (Folge 2x22)
- 2012: Louie (zwei Folgen)
- 2014: Masters of Sex (zwei Folgen)
- 2023: Die verrückte Geschichte der Welt, Teil II (History of the World, Part II, eine Folge)

### Als Synchronsprecherin
- 2000: Futurama (Folge 3x03)
- 2004: Aqua Teen Hunger Force (Folge 3x07)
- 2004: Drawn Together (Folge 1x05)
- 2005: American Dad (Folge 1x03)
- 2006: Robot Chicken (zwei Folgen)
- 2010, 2012: Die Simpsons (The Simpsons, zwei Folgen)
- seit 2011: Bob’s Burgers
- 2012: Ralph reichts als Vanellope (Wreck-It Ralph)
- 2018: Chaos im Netz als Vanellope (Ralph Breaks the Internet)

## Auszeichnungen und Nominierungen
Emmy Award
- 2008: Auszeichnung: Outstanding Original Music And Lyrics für das Stück I’m F***ing Matt Damon[10]
- 2008: nominiert als Outstanding Guest Actress In A Comedy Series für die Rolle der „Marci Maven“ in der Serie Monk[11]
- 2009: nominiert als Outstanding Lead Actress in a Comedy Series für The Sarah Silverman Program.
- 2014: Auszeichnung: Outstanding Writing for a Variety Special für We Are Miracles

Sonstiges
- 2018: Stern auf dem Hollywood Walk of Fame[12]